# Lodi Vecchio
Lodi Vecchio (lateinisch Laudum vetus) ist eine Stadt mit 7684 Einwohnern (Stand 31. Dezember 2023) in der Nähe der Stadt Lodi in der italienischen Region Lombardei.

## Geographie
Das Verwaltungsterritorium umfasst eine Fläche von 16 km² (451,1 Einw./km²). Die durchschnittliche geologische Erhebung beträgt 82 Meter Höhe über dem Meer.

## Ortsteile
Im Gemeindegebiet liegen neben dem Hauptort die Wohnplätze Cascina Comune e Gabetto und Località Comasina.

## Persönlichkeiten
- Enrico Porro (* 16. Januar 1885 in Lodi Vecchio; † 14. März 1967 in Mailand) war ein italienischer Ringer. Er war Olympiasieger 1908 in London im griech.-römischen Stil im Leichtgewicht.

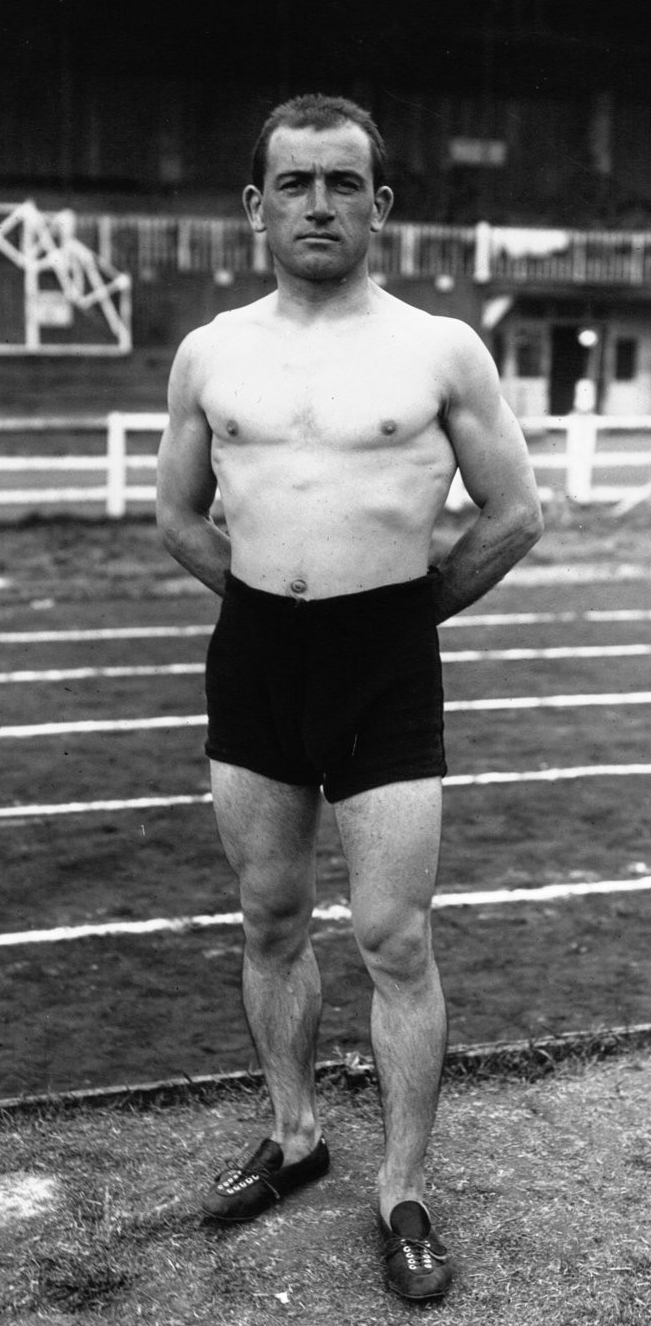
Enrico Porro (1919)